# Napoléon dans son cabinet de travail
Napoléon dans son cabinet de travail (Napoléon trong phòng làm việc) là một bức tranh do Jacques-Louis David thực hiện vào năm 1812, bức tranh cho thấy Napoléon Bonaparte đang mặc trên mình bộ quân phục và nghiên cứu tại cung điện Tuileries.

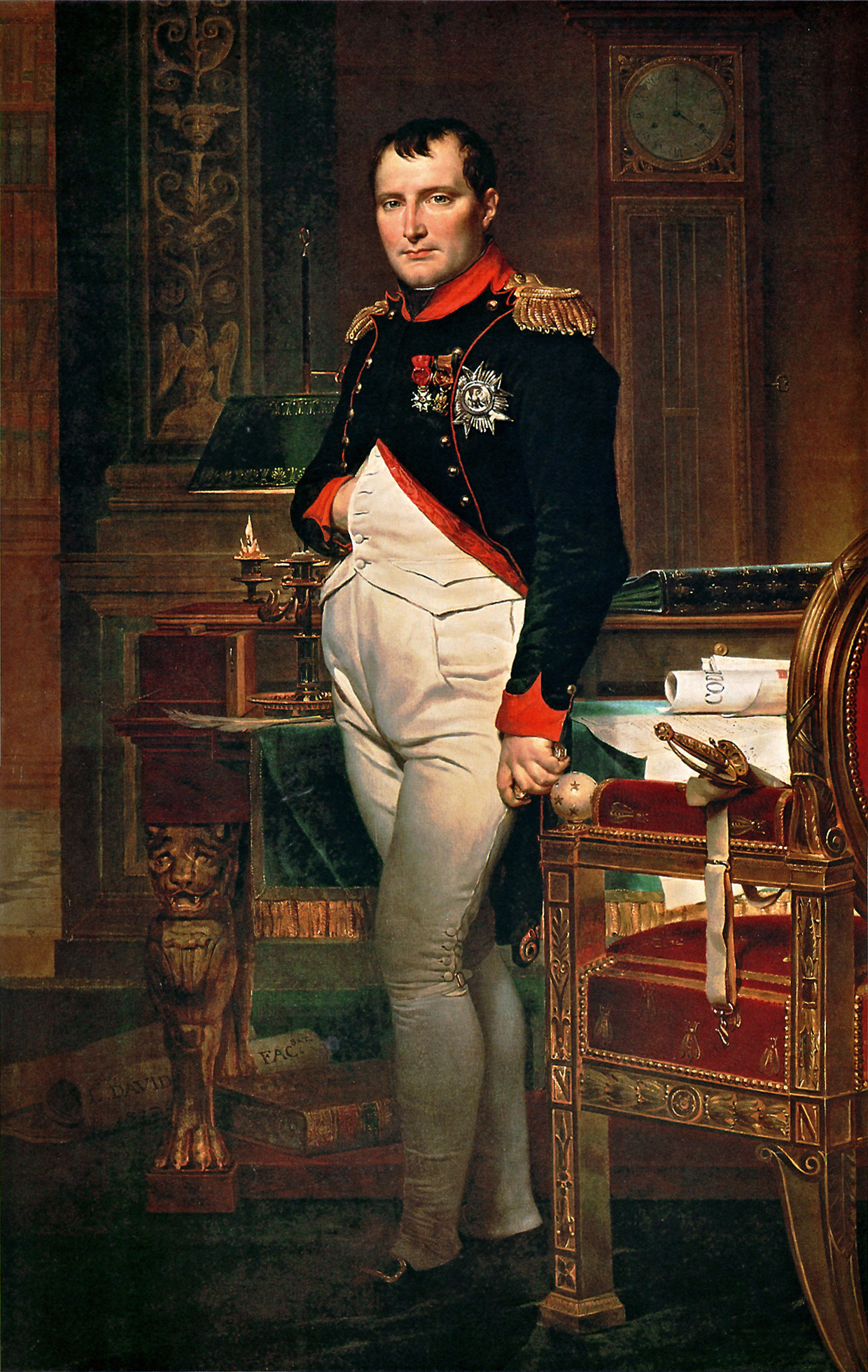
Phiên bản thứ hai